# Karl Lœillot-Hartwig
Karl Lœillot-Hartwig, laut Sterbeurkunde Frédéric Henri Charles Lœillot-Hartwig, kurz zumeist Karl Lœillot genannt (* 1. November 1798 in Stettin, Preußisch Pommern; † 2. Februar 1864 in Paris), war ein deutsch-französischer Maler und Lithograf.

## Leben

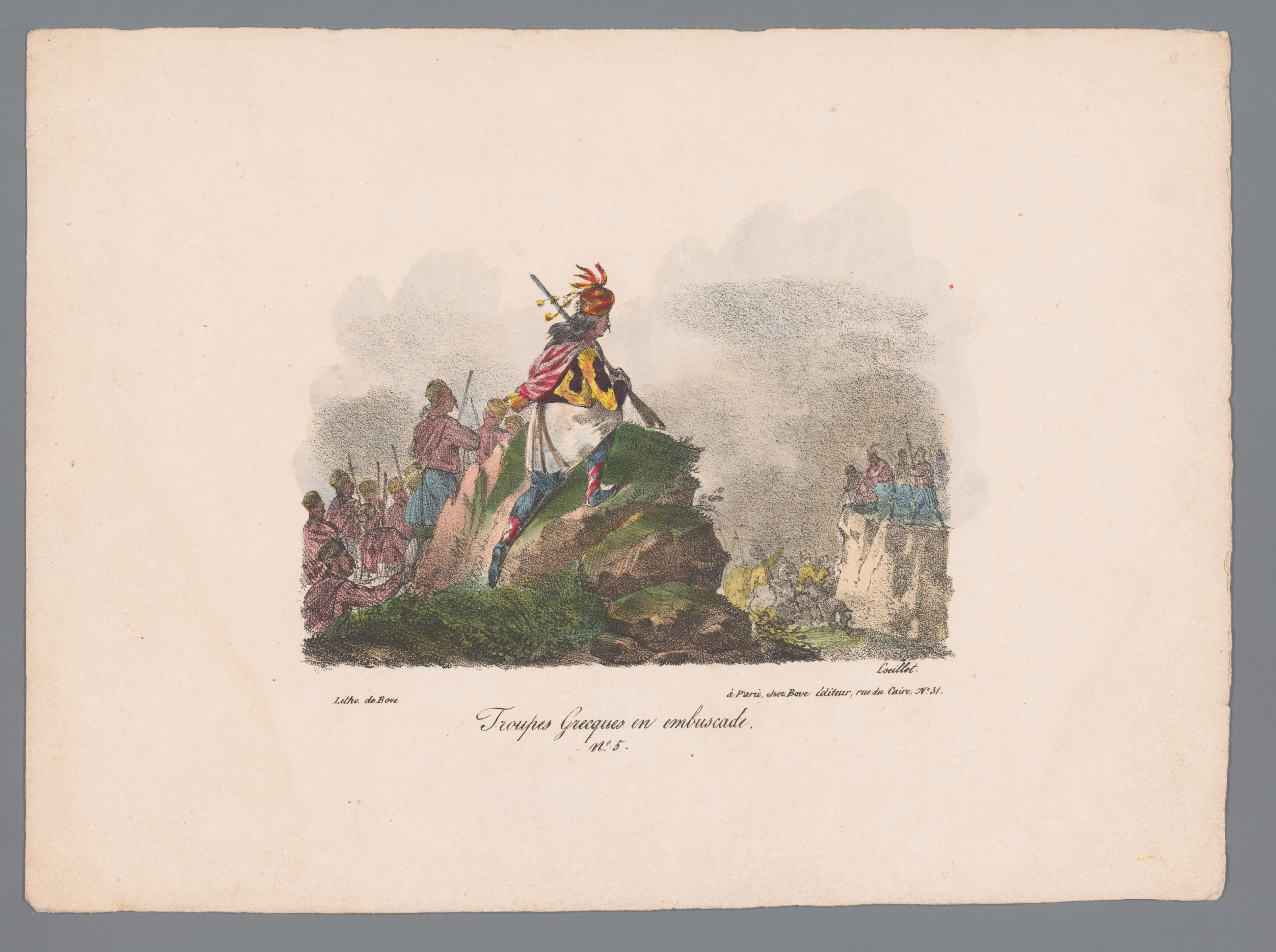
Troupes Greques en embuscade (Griechische Truppen im Hinterhalt), Blatt 5 aus Recueil de sujets Grecs

Karl Lœillot-Hartwig war ab 1815 (nach Thieme-Becker und Georg Troescher in den Jahren 1824 bis 1841) in Paris tätig, wo er für das von Charles Gavard herausgegebene Galeriewerk Galeries historiques du Palais de Versailles Illustrationen stach. 1824 schuf er im Auftrag einer Firma aus Choisy-le-Roi 16 Lithografien unter dem Titel Recueil de sujets Grecs. Das Werk zeigt verschiedene Motive der Griechischen Revolution und spiegelt den zeitgenössischen Philhellenismus.
Lœillot war mit Henriette Auguste Hartwig verheiratet. Nach deren Tod vermählte er sich mit Hélène Bédier. Ihr gemeinsamer Sohn Guillaume Auguste Lœillot (1829–1884) war ebenfalls Maler.
Karl Lœillot-Hartwig ist nicht zu verwechseln mit dem ebenfalls in Stettin geborenen Karl Friedrich Wilhelm Loeillot de Mars oder dessen Vetter Carl Friedrich Gustav Loeillot de Mars, die als Maler und Lithografen in Berlin arbeiteten. Als Maler und Lithografen in Berlin führen Thieme-Becker daneben noch einen gewissen K. Lœillot de Mars auf.